# 専修学校設置基準
専修学校設置基準（せんしゅうがっこうせっちきじゅん）は、学校教育法（昭和22年法律第26号）第124条、第128条、第129条及び第133条の規定に基づき、専修学校を設置するのに必要な最低の基準を定めた文部省（現在の文部科学省）の省令である。

## 構成
- 第一章 総則（第1条―第1条の3）
- 第二章 組織編制（第2条―第7条）
- 第三章 教科等（第8条―第16条）
- 第四章 教員（第17条―第20条）
- 第五章 施設及び設備等（第21条―第28条）
- 附則